# بندی (ویرجینیا)
Bandy (به انگلیسی: Bandy) یک منطقهٔ مسکونی در ایالات متحده آمریکا است که در شهرستان تیزول، ویرجینیا واقع شده‌است. Bandy ۶۴۵٫۸۸ متر بالاتر از سطح دریا واقع شده‌است.